# Varanus scalaris
Varanus scalaris е вид влечуго от семейство Варанови (Varanidae). Видът не е застрашен от изчезване.

## Разпространение и местообитание
Разпространен е в Австралия (Западна Австралия, Куинсланд и Северна територия), Индонезия и Папуа Нова Гвинея.
Обитава гористи местности и савани.